# Pipino Cuevas
José Isidro „Pipino” Cuevas González (ur. 27 grudnia 1957 w Santo Tomás de los Plátanos) – meksykański bokser, zawodowy mistrz świata kategorii półśredniej.
Rozpoczął karierę boksera zawodowego w 1971. Walczył ze zmiennym szczęściem do 1974, kiedy to odniósł cztery zwycięstwa, wszystkie przez nokaut, bez żadnej porażki. W następnym roku zwyciężył we wszystkich trzech walkach, w tym o tytuł mistrza Meksyku w wadze półśredniej (pokonał przez nokaut José Palaciosa), a w 1976 w kolejnej, zanim 2 czerwca pokonał go bardziej rutynowany pokonał go Andy Price. Walkę tę oglądał ówczesny mistrz świata organizacji WBA w wadze półśredniej Ángel Espada, który wybrał Cuevasa jako kolejnego przeciwnika w walce o tytuł, spodziewając się łatwego zwycięstwa.
Espada i Cuevas zmierzyli się 17 lipca 1976 w Mexicali. Niespodziewanie Cuevas zwyciężył przez techniczny nokaut w 2. rundzie i został nowym mistrzem świata.
Przez następne cztery lata Cuevas skutecznie bronił tytułu mistrza świata WBA w 11 pojedynkach (w tym dwukrotnie z Espadą), przegrywając dopiero 12. walkę z Thomasem Hearnsem z 1980. Wszystkie walki poza jedną rozstrzygnął przed czasem.
Wykaz walk Cuevasa w obronie pasa WBA w wadze półśredniej:
| Data                      | Miejsce     | Oponent                | Narodowość        | Wynik                                        | Źródło |
| ------------------------- | ----------- | ---------------------- | ----------------- | -------------------------------------------- | ------ |
| 27 października 1976(dts) | Kanazawa    | Shoji Tsujimoto        | Japonia           | techniczny nokaut w 6. rundzie               | [ 3 ]  |
| 12 marca 1977(dts)        | Meksyk      | Miguel Angel Campanino | Argentyna         | techniczny nokaut w 2. rundzie               | [ 4 ]  |
| 6 sierpnia 1977(dts)      | Los Angeles | Clyde Gray             | Kanada            | nokaut w 2. rundzie                          | [ 5 ]  |
| 19 listopada 1977(dts)    | San Juan    | Ángel Espada           | Portoryko         | techniczny nokaut w 12. rundzie              | [ 6 ]  |
| 4 marca 1978(dts)         | Los Angeles | Harold Weston          | Stany Zjednoczone | techniczny nokaut w 9. rundzie               | [ 7 ]  |
| 20 maja 1978(dts)         | Inglewood   | Billy Backus           | Stany Zjednoczone | techniczny nokaut w 2. rundzie               | [ 8 ]  |
| 9 września 1978(dts)      | Sacramento  | Pete Ranzany           | Stany Zjednoczone | techniczny nokaut w 2. rundzie               | [ 9 ]  |
| 29 stycznia 1979(dts)     | Inglewood   | Scott Clark            | Stany Zjednoczone | techniczny nokaut w 2. rundzie               | [ 10 ] |
| 30 lipca 1979(dts)        | Chicago     | Randy Shields          | Stany Zjednoczone | zwycięstwo na punkty                         | [ 11 ] |
| 8 grudnia 1979(dts)       | Los Angeles | Ángel Espada           | Portoryko         | techniczny nokaut w 10. rundzie              | [ 12 ] |
| 6 kwietnia 1980(dts)      | Houston     | Harold Volbrecht       | RPA               | nokaut w 5. rundzie                          | [ 13 ] |
| 2 sierpnia 1980(dts)      | Detroit     | Thomas Hearns          | Stany Zjednoczone | porażka przez techniczny nokaut w 2. rundzie | [ 14 ] |

po utracie tytułu mistrza świata Cuevas wygrał dwie walki w 1981, po czym przegrał z Rogerem Staffordem. Pauzował przez ponad rok, a 29 stycznia 1983 w Los Angeles zmierzył się z Roberto Duránem, który pokonał go przez techniczny nokaut w 4. rundzie. W 1986 pokonał go na punkty przyszły mistrz świata Steve Little, a także znokautował (w 2. rundzie) inny przyszły mistrz świata Jorge Vaca. Cuevas walczył ze zmiennym szczęściem do 1989.
Został wybrany w 2002 do Międzynarodowej Bokserskiej Galerii Sławy.